# Thaumastopeus chicheryi
Thaumastopeus chicheryi är en skalbaggsart som beskrevs av Ruter 1980. Thaumastopeus chicheryi ingår i släktet Thaumastopeus och familjen Cetoniidae. Utöver nominatformen finns också underarten T. c. tenuigenius.